# Høsterkøb
Høsterkøb – miasto w Danii, w regionie Stołecznym, w gminie Rudersdal.